# Hangar (banda)
Hangar é uma banda gaúcha de metal progressivo e power metal. O coordenador da banda é o renomado baterista Aquiles Priester, ex-baterista da banda de heavy metal Angra.

## História

### 2001-02:Inside Your Soul
A maior novidade de 2001 aconteceu em março, quando Aquiles Priester foi confirmado como novo baterista do Angra, maior representante do heavy metal melódico brasileiro em todo o mundo. Em sua passagem pelo Angra, Aquiles gravou três álbuns de estúdio com a banda, e um DVD, além de sair em turnê mundial três vezes e participar de diversos programas televisivos de grande visibilidade no Brasil.
No início do mês de agosto de 2001, o sucessor de Last Time é lançado, sob o título Inside Your Soul. O álbum foi gravado em São Paulo, no Creative Sound Studio, sendo lançado pelas gravadoras Die Hard Records e Rock Brigade Records. A produção foi feita por Aquiles Priester, Philip Colodetti, Glenn Zolotar e Ricardo Nagata.

### 2003-06: Diminuição no ritmo das atividades e mudança de vocalista
Em janeiro de 2005, a banda finalizou os arranjos das seis canções que integrariam a nova demo, que seria apresentada para gravadoras de todo o mundo, em busca de novos contratos mundiais. No primeiro semestre daquele ano, o vocalista Michael Polchowicz deixou a banda, uma vez que o direcionamento do novo material era completamente diferente de tudo o que a banda já tinha feito e ambas as partes entraram num acordo que isso seria o melhor para todos. Cerca de 1 ano depois, entra em seu lugar o renomado vocalista do Cavalo Vapor, Nando Fernandes. Sua estreia ocorreu em setembro de 2006, na Expomusic, em São Paulo, ocasião em que participou de três shows. Nando se incorporou rapidamente ao espírito da música da banda e o poder de sua grande voz trouxe outra dimensão para a maioria das novas canções. O último show com Michael foi dia 17 de julho de 2004, na cidade de Caruaru, em Pernambuco. Foram tocadas todas as músicas do Inside Your Soul na turnê, que durou de 2001 até 2004.

### 2007-2008:The Reason Of Your Conviction
Em meados de 2007, finalmente é finalizado o terceiro álbum da banda, The Reason Of Your Conviction, um trabalho conceitual, cuja história se passa na mente de um serial killer, desde o seu primeiro assassinato. O álbum foi gravado no estúdio Mr. Som Studio, em São Paulo, durante o segundo semestre de 2006, e mixado e masterizado por Tommy Newton, no estúdio Area 51 Recording Studios, em Celle, Alemanha. Além das canções inéditas, o álbum trouxe ainda um cover para Breaking All The Rules, de Peter Frampton. O álbum tem participações de Arnaldo Antunes e Antoniela Canto nas narrações e Vitor Rodrigues (vocalista do Torture Squad) nos backings vocals na faixa Hastiness. A primeira prensagem do álbum acompanhava um DVD bonus, com videoclipe, galeria e making of. Esse DVD se tornou um artigo raro.

### 2009-10: Saída de Nando Fernandes, seleção de novo vocalista eInfallible
Em 11 de janeiro de 2009, Nando Fernandes anuncia, em seu blog, seu desligamento da banda, alegando uma grande incompatibilidade de relacionamento entre ele e alguns integrantes do Hangar; seu último show foi dia 20 de dezembro de 2008, no Canecão, no Rio de Janeiro. Em meados de 2016, em sua página oficial, no Facebook, revelou que saiu da banda por desentendimentos particularmente com Aquiles.
Foram mais de 150 interessados na vaga, sendo que 30 deles foram testados pela banda. Ao final desse trabalho, a escolha recaiu sobre Humberto Sobrinho, conhecido por seu trabalho na banda amazonense Glory Opera. Com o novo vocalista escolhido, a banda se recolheu à cidade de Tatuí (SP), onde foi feito o processo de composição e gravação das canções do novo álbum da banda, Infallible.
A edição brasileira do álbum traz como faixa bônus a canção "Mais uma Vez", gravada anteriormente por 14 Bis e Renato Russo. O álbum foi inteiramente gravado em Tatuí, no estúdio Ninho Das Águias, entre março e maio de 2009, com exceção das baterias, gravadas em Florianópolis. A produção foi feita por Aquiles e Adair Daufembach. A mixagem e a masterização do lançamento foram, mais uma vez, realizadas por Tommy Newton no estúdio Area 51, em Celle, na Alemanha. O álbum é lançado oficialmente em agosto.

### 2011-12: CD e DVD Acústico, entrada e saída do vocalista André Leite, shows especiais com membros originais
Um dos destaque da Infallible Tour, em 2011, foi o show realizado junto com o Angra no dia 14 de maio de 2011, na Virada Cultural, em Presidente Prudente, interior de São Paulo, onde a banda toca para um público de cerca de 14 mil pessoas. Este foi o último show com grande público de Humberto, e um dos maiores públicos que a banda teve em sua história. O técnico de som foi Daniel Fernandes, que fez todos os shows da turnê. 

### 2013-presente: Entrada de Pedro Campos, afastamento de Eduardo Martinez, "Stronger Than Ever"
Em agosto de 2016 é lançado o clipe da música "Just Like Heaven", foi gravado no Mr. Jones Bar em Bebedouro, a direção foi de Junior Carelli e Rudge Campos. Ainda agosto de 2016, Aquiles solta uma nota pública e revela que Nando Fernandes tentou voltar para a banda um tempo antes, porém teve que recusar a oferta devido a um acordo firmado com Pedro Campos.
Em agosto de 2018 Aquiles anuncia a parceria com a Iveco e Mascarello e ganha um ônibus de turnê personalizado, projetado para levar todo o equipamento do Hangar e Edu Falaschi band. Em novembro de 2018 a Strong Than Ever Tour é retomada, com datas nos estados do Paraná, São Paulo, Santa Catarina, Goiás, Porto Alegre, Rio de Janeiro, Minas Gerais, Brasília e Espírito Santo.
Em 15 dezembro de 2018, a banda encerrou o ano e realizou seu último show ao vivo no Manifesto Bar, em São Paulo.